# Pastello

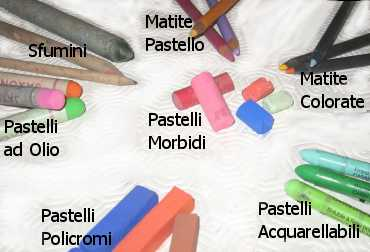
Alcuni pastelli.

Il pastello è una tecnica di disegno che usa bastoncini di pigmento colorato.
La percentuale del legante (colla o cera) è ridotta al minimo per assicurare l'adesione dei pigmenti al foglio. 
Il colore risulta quindi purissimo e luminoso; questa caratteristica viene esaltata utilizzando carta più o meno ruvida. Per assicurare una maggiore adesione delle polveri colorate alla carta, sul disegno può essere vaporizzato un fissante che diminuisce però la vivacità dei colori. Un disegno a pastello può essere adeguatamente conservato sotto vetro per proteggerlo dall'umidità e dalla polvere.

## Storia

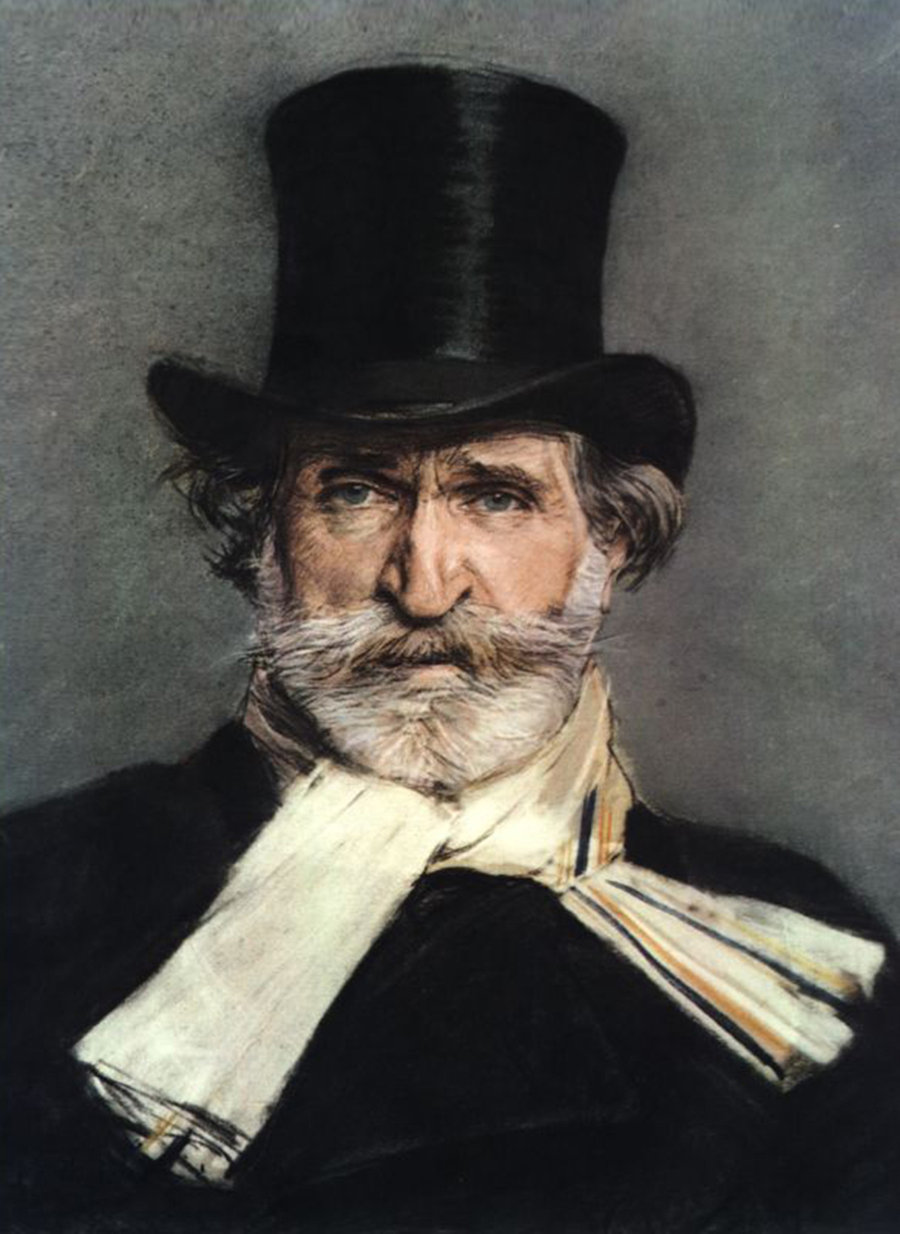
Giovanni Boldini, Ritratto di Giuseppe Verdi con cilindro, 1886, pastello, Roma, Galleria Nazionale d'Arte Moderna

Il pastello morbido venne inventato dall'artista francese Jean Perréal (1455-1530), verso il XVI secolo. Leonardo da Vinci (1452-1519) fu uno dei primi in Italia ad utilizzarlo nei suoi studi e schizzi e ne riconobbe la paternità a Perréal, citandolo nella raccolta dei suoi disegni e scritti nota come Codice Atlantico al foglio 247, con la frase "...una tecnica nuova per dipingere con differenti colori secchi...".
Fu solo nel XVIII secolo tramite la famosa pittrice veneziana Rosalba Carriera (1675-1757) che il pastello si diffuse, grazie alla velocità di stesura, all'assenza di necessità di asciugatura, e alla morbidezza degli effetti, che permettevano soprattutto una perfetta riproduzione degli incarnati. Divenne così una tecnica preferita per i ritratti, raggiungendo il suo apice con i pittori Maurice Quentin de La Tour (1704-1788) e Jean Baptiste Perronneau (1715-1783).
Il pastello cadde in disuso, con l'arrivo della rivoluzione francese e la relativa scomparsa dei committenti aristocratici, sarà solo l'arrivo degli Impressionisti a dargli nuova vita.
L'utilizzo del pastello si adatta molto bene, data la sua morbidezza, velocità di esecuzione e luminosità, alla nuova forma pittorica degli impressionisti en plein air (all'aperto), nel catturare i colori brillanti dei paesaggi, delle feste in campagna, a cogliere le delicate movenze delle ballerine e i sereni ritratti di donne e bambini.
Nel XX secolo sempre più pittori hanno usato il pastello, tra cui Pablo Picasso.

## Tipi di pastello

### Pastello morbido
Oggigiorno il termine pastello è usato in modo improprio per indicare molti materiali artistici differenti. La forma originale e più popolare del pastello si chiama pastello morbido.
Generalmente ha una lunghezza di circa 9 cm e può essere acquistato sia in singoli pezzi che in scatole di varie dimensioni.
Alcune case produttrici suddividono le scatole, che variano dai 20 ai 60 pezzi, in due gamme di colori contraddistinte dalle lettere F e L:
- F (Figura) adatti alla realizzazione di ritratti;
- L (Landscape) adatti per i paesaggi.

Il pastello in base all'impasto di cui è composto può essere:
- Impasto Duro: di forma quadrata, adatto per tracciare linee più sottili rispetto agli equivalenti tondi. Nell'utilizzarli si deve stare attenti a non forzare il tratto, perché potrebbero scalfire il supporto del dipinto, impedendo a quest'ultimo di trattenere il pigmento.
- Impasto Medio: di forma tonda, viene usato sia per lo schizzo preparatorio che per la rifinitura del dipinto.
- Impasto Morbido: Usato principalmente per coprire vaste zone del dipinto, in quanto è più fragile e più polveroso e facile da sfumare.

### Altri tipi
Alcuni materiali che vengono erroneamente indicati come "pastello" sono:
- Crete pastello: di forma quadrata, si trovano in scatole di varie misure; data la loro consistenza sono adatte per le rifiniture e possono essere facilmente mescolate con i pastelli morbidi.
- Pastelli acquarellabili: normalmente hanno una forma tonda; possono essere usati sia a secco che con l'aggiunta di acqua, e hanno una consistenza più dura dei rispettivi pastelli morbidi e delle crete.
- Pastelli ad olio: sono di forma tonda e, come suggerisce il nome, hanno come agglomerante l'olio. Rispetto ai pastelli morbidi hanno una tonalità scura e una consistenza molto pastosa; possono essere usati a secco e sfumati tramite gli appositi sfumini di carta o diluiti con la trementina e applicati tramite un pennello.
- Pastelli a cera: di forma tonda, hanno come agglomerante la cera che conferisce loro un aspetto lucido.
- Matite a pastello: sono simili ai pastelli secchi, quindi molto dure; distribuite sotto forma di matite, sono adatte per le rifiniture ma anche per creare opere complete,
- Matite colorate: a differenza dei pastelli morbidi non possono essere sfumate

## Tecniche
- Base colorata: l'uso di una superficie colorata per produrre un effetto di ammorbidimento delle tonalità, o un contrasto;
- Cancellatura;
- Frottage;
- Impasto;
- Pennello bagnato;
- Piumaggio;
- Punteggiatura;
- Raschiatura;
- Sfumato;
- Sgraffito;
- Tecniche di resistenza;
- Spolvero;
- Velatura.

## Artisti famosi per l'utilizzo

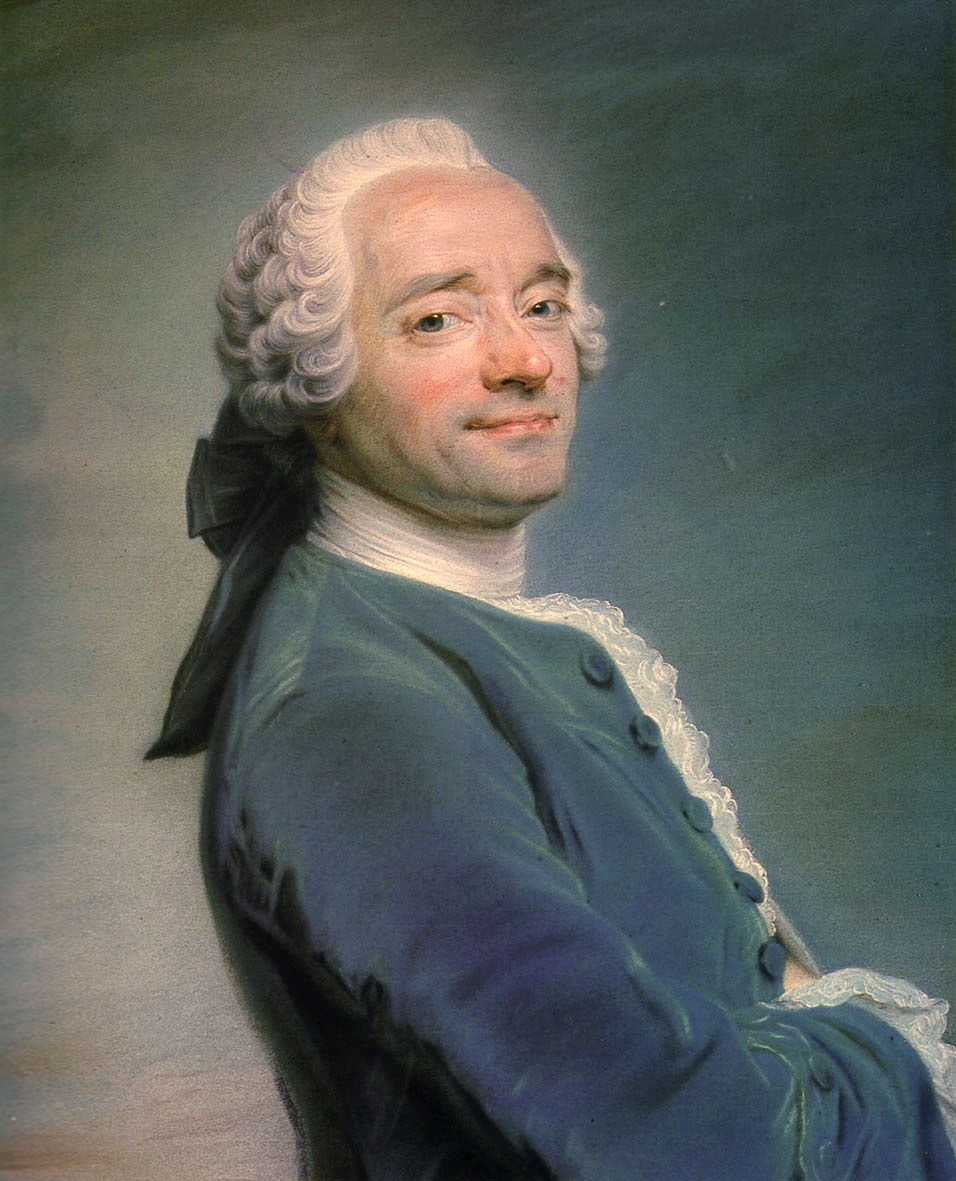
Maurice Quentin de La Tour, Autoritratto a pastello, 1751

Elenco di artisti che hanno utilizzato pastelli per la realizzazione delle proprie opere:

### XVIII secolo
- Giovanna Fratellini (1666-1731)
- Rosalba Carriera (1675 – 1757)
- Joseph Vivien (1657 – 1735)
- Antoine Watteau (1684 – 1721)
- Jean-Baptiste-Siméon Chardin (1699 – 1779)
- Jean-Étienne Liotard (1702 – 1779)
- François Boucher (1703 – 1770)
- Maurice Quentin de La Tour (1704 – 1788)
- Jean Baptiste Perronneau (1715 – 1783)
- Anton Raphael Mengs (1728 – 1779)

### XIX secolo

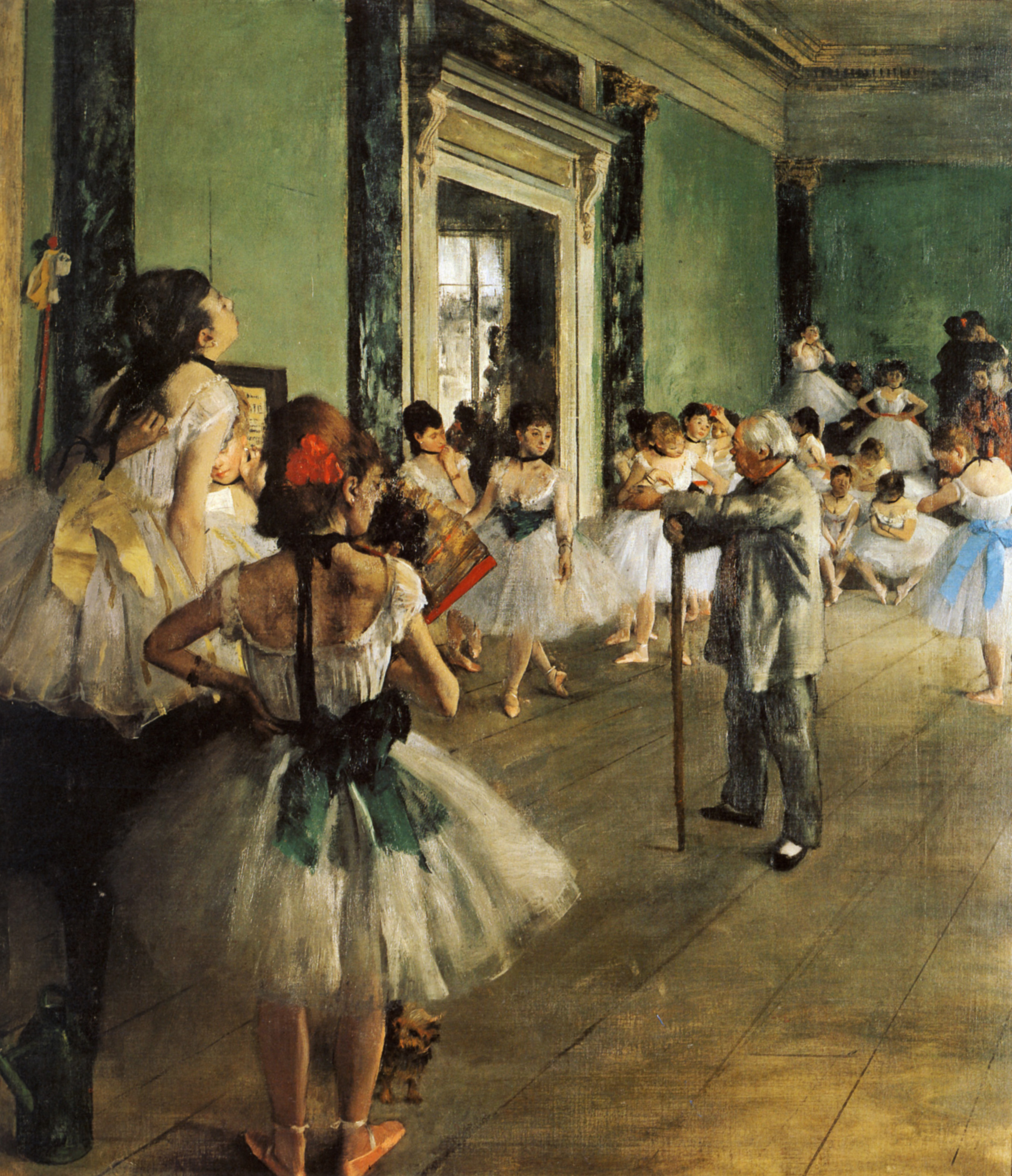
Edgar Degas, La classe de danse

- Jean-François Millet (1814 - 1875)
- Eugène Boudin (1824 – 1898)
- Camille Pissarro (1830 – 1903)
- Édouard Manet (1832 – 1883)
- Edgar Degas (1834 – 1917)
- James Whistler (1834 – 1903)
- Claude Monet (1840 – 1926)
- Odilon Redon (1840 – 1916)
- Berthe Morisot (1841 – 1895)
- Pierre-Auguste Renoir (1841 – 1919)
- Giovanni Boldini (1842 – 1931)
- Mary Cassatt (1845 – 1926)
- Demetrio Cosola (1851 – 1895)
- Henri de Toulouse-Lautrec (1864 – 1901)
- Édouard Vuillard (1868 – 1940)

### XX secolo
- Ramón Casas (1866 – 1932);
- Joaquín Mir (1873 – 1940);
- Pablo Picasso (1881 – 1973);
- Joaquín Sorolla (1883 – 1924);
- Maria Lehel (1889 - 1972);